# Godofredo I de Lovaina
Godofredo I de Lovaina (c. 1060 – 25 de enero de 1139), llamado El Barbudo, El Valiente o El Grande, fue landgrave de Brabante y conde de Bruselas y Lovaina desde 1095 hasta su muerte y duque de Baja Lotaringia (como Godofredo V o VI) de 1106 a 1129. Fue también margrave de Amberes desde 1106 hasta su deceso.

## Descendencia
Godofredo contrajo matrimonio con Ida de Namur, hija de Otto II de Namur y Adelaida de Namur. Tuvieron varios hijos:
- Adela de Lovaina (1103 – Abadía de Affligem, 23 de abril de 1151). Se casó con el rey Enrique I de Inglaterra y después con Guillermo de Aubigny, I conde de Arundel.

- Godofredo II de Lovaina (1107 – 13 de junio de 1142). Duque de Baja Lotaringia, landgrave de Brabante, conde Bruselas y Lovaina. Se casó con Lutgarda de Sulzbach.

- Clarissa (m. 1140).

- Henry (muerto en la abadía de Affligem, 1141), monje.

- Ida (m. 1162). Se casó con Arnoldo II, conde de Cléveris (m. 1147).

Después Godofredo se casó con Clemencia de Borgoña, con la que también tuvo descendencia:
- Joscelino de Lovaina (m. 1180). Acompañó a su media hermana Adela de Lovaina a Inglaterra y allí se casó con Agnes, heredera de la casa de Percy, de la que tomó su apellido.